# Terblijt
Terblijt (Limburgs: Terbliet) is een gehucht, met ongeveer 160 inwoners, gelegen op de zuidhelling van het droogdal Koelbosgrub ten zuiden van Berg in de gemeente Valkenburg aan de Geul. 
Terblijt werd voor het eerst schriftelijk vermeld in 1292, als Terbliet.
In de loop van de Tachtigjarige Oorlog zijn vrijwel alle huizen vernietigd, met als gevolg dat er in 1641 nog maar één mannelijke inwoner over was. Tot 1796 was het een vrije rijksheerlijkheid.
Vanaf de Franse tijd, tot de herindeling van de gemeentes in 1982 vormde Terblijt samen met Berg de gemeente Berg en Terblijt.

## Geboren in Terblijt
- Willem Goossens (1869-1933), priester, docent, archivaris, historicus en archeoloog

## Zie ook

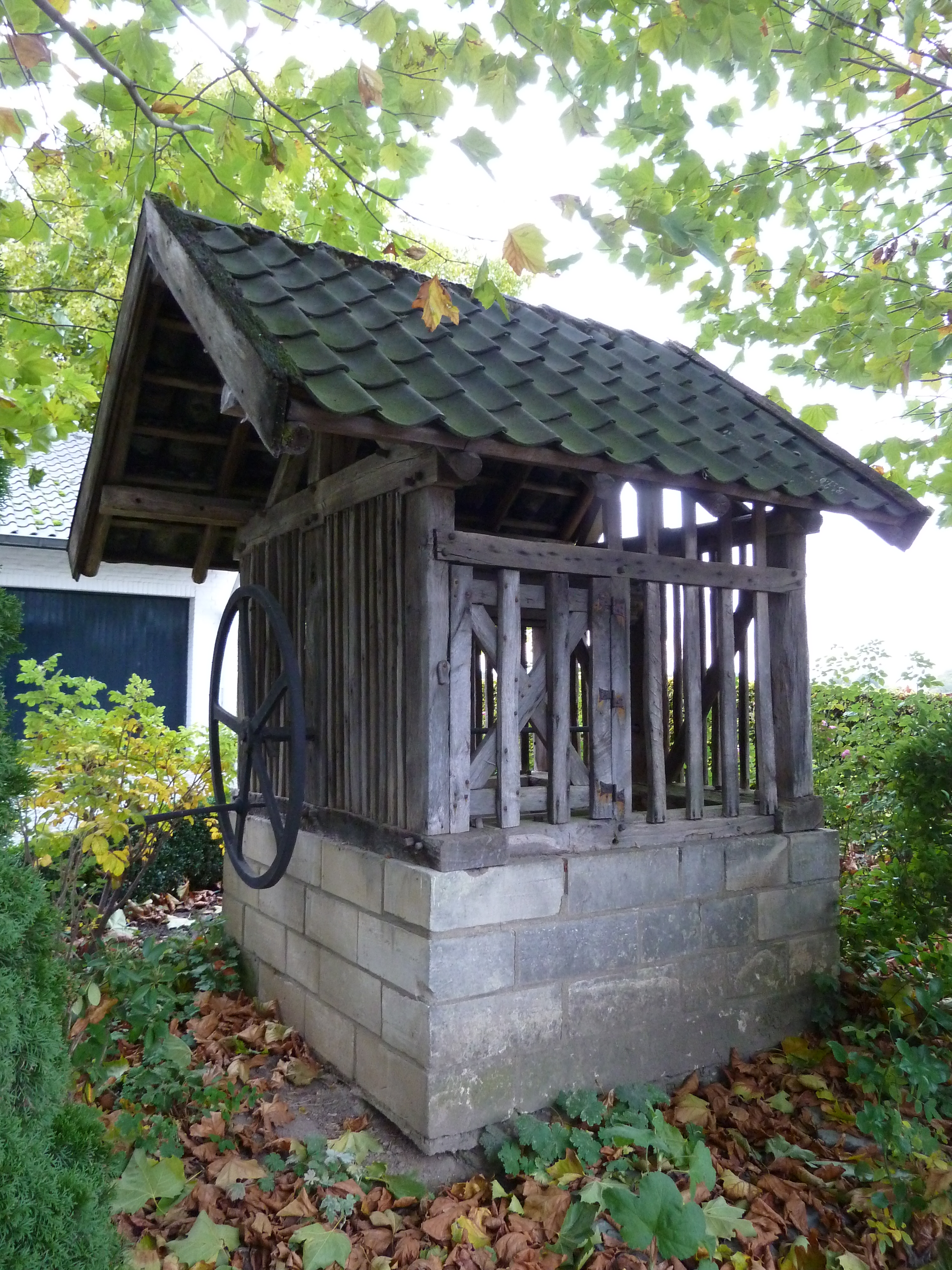
Zwingelput